# 2-га зенітна дивізія (Третій Рейх)
2-га зенітна дивізія (Третій Рейх) (нім. 2. FlaK-Division) — зенітна дивізія Вермахту, що діяла протягом Другої світової війни у складі Повітряних сил Третього Рейху.

## Історія
2-га зенітна дивізія веде свою історію від сформованого 1 липня 1938 року командування протиповітряної оборони в Лейпцигу (нім. Luftverteidigungskommando Leipzig). 1 серпня 1939 року назву було змінено на 2-ге командування протиповітряної оборони, яке підпорядковувалося 4-му командуванню Люфтваффе (нім. Luftgaukommando IV) в Дрездені. 1 вересня 1941 року 2-ге командування протиповітряної оборони було перейменовано на 2-гу зенітну дивізію.
Після загальної мобілізації німецьких збройних сил у серпні 1939 р. під командуванням дивізії перебували такі частини:
- 3-й зенітний полк (Тюрингія)
- 13-й зенітний полк (Лейпциг)
- 23-й зенітний полк (Дрезден, з жовтня 1939)
- 33-й зенітний полк Галле-Лойна
- 43-й зенітний полк (Дессау)

У січні 1942 року 2-гу дивізію замінили на 14-ту зенітну дивізію, а її перевели на північний фланг Східного фронту для підтримки групи армій «Північ». Штаб-квартира дивізії розмістилася у Лузі.
За станом на 31 березня 1942 року в дивізії були:
- 41-й зенітний полк (Луга)
- 151-й зенітний полк (Медведь)
- 164-й зенітний полк (Рождествено; підтримка 18-ї армії)

На початку жовтня 1944 року штаб дивізії був передислокований зі Східного фронту на Західний. З 16 грудня 1944 року 2-га зенітна дивізія та її частини брали участь в Арденнському наступі та подальшому відступі. В ході боїв у Рурському басейні, дивізія потрапила в оточення, де її знищили 17 квітня 1945 року. 

## Райони бойових дій
- Німеччина (вересень 1939 — січень 1942);
- Східний фронт (північний фланг) (січень 1942 — жовтень 1944);
- Західний фронт (жовтень 1944 — травень 1945).

## Командування

### Командири
- оберст, пізніше генерал-майор Вальтер Феєрабенд (нім. Walter Feyerabend) (1 липня 1938 — 10 квітня 1940);
- генерал-майор Оскар Бертрам (нім. Oskar Bertram) (10 квітня — 3 грудня 1940);
- генерал-майор, пізніше генерал-лейтенант Генріх Бурхард (нім. Heinrich Burchard) (3 грудня 1940 — 1 липня 1941);
- генерал-лейтенант Вальтер Феєрабенд (1 липня — 1 вересня 1941);
- генерал-лейтенант Оскар Бертрам (1 вересня 1941 — 12 січня 1942);
- генерал-лейтенант Вальтер Феєрабенд (12 січня — 3 лютого 1942);
- оберст, пізніше генерал-майор, пізніше генерал-лейтенант Гайно фон Ранцау (нім. Heino von Rantzau) (3 лютого 1942 — 1 жовтня 1943);
- генерал-майор, пізніше генерал-лейтенант Альфонс Лучни (нім. Alfons Luczny) (1 жовтня 1943 — 15 листопада 1944);
- оберст Фріц Ляйхер (нім. Fritz Laicher) (15 листопада 1944 — 17 квітня 1945).

### Підпорядкованість
| Час      | Корпус         | Командування/Флот              | Штаб    |
| -------- | -------------- | ------------------------------ | ------- |
| 1938     |                |                                |         |
| 1 липня  |                | Люфтгау IV                     | Лейпциг |
| 1939     |                |                                |         |
| 1 січня  |                | Люфтгау IV                     | Лейпциг |
| 1940     |                |                                |         |
| 1 січня  |                | Люфтгау IV                     | Лейпциг |
| 1 грудня |                | Люфтгау III                    | Лейпциг |
| 1941     |                |                                |         |
| 1 січня  |                | Люфтгау III                    | Лейпциг |
| 1942     |                |                                |         |
| січень   |                | 1-й повітряний флот            | Луга    |
| 1943     |                |                                |         |
| 1 січня  |                | 1-й повітряний флот            | Луга    |
| 1944     |                |                                |         |
| 1 січня  |                | 1-й повітряний флот            | Луга    |
| 7 жовтня | III корпус ППО | Командування Люфтваффе «Захід» | Трір    |
| 1945     |                |                                |         |
| 1 січня  | III корпус ППО | Командування Люфтваффе «Захід» | Трір    |